# Asphaltfertiger

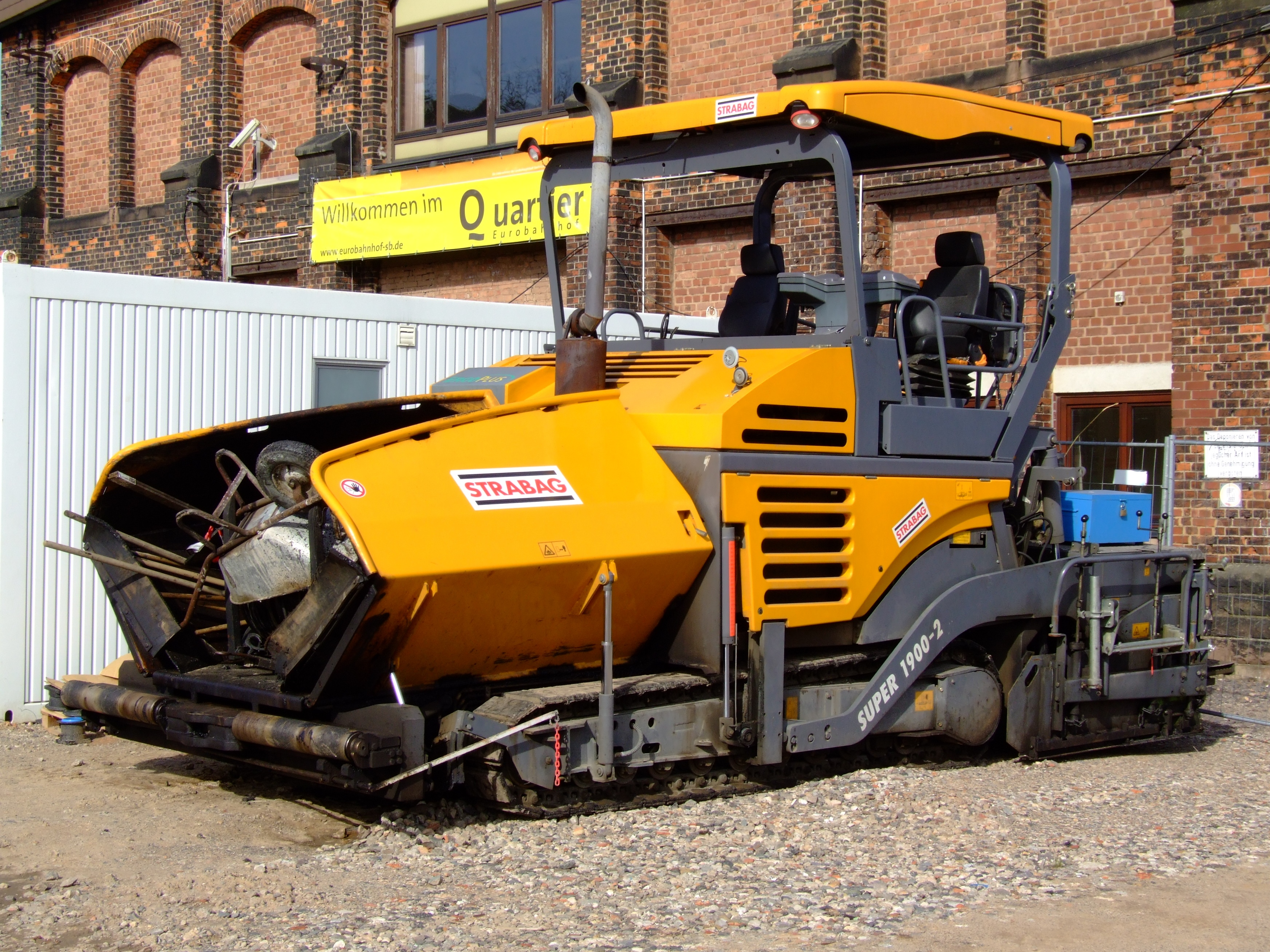
Asphaltfertiger vor dem Einbau

Ein Asphalt- oder Straßenfertiger ist eine Maschine, mit der sich ungebundene und gebundene Schichten wie zum Beispiel Sand, Schotter, Asphalt und Beton herstellen lassen. Neben den herkömmlichen Maschinen wurden auch Sonderformen entwickelt, die auf eine bestimmte Einbauweise zugeschnitten sind (wie etwa der Kompaktasphaltfertiger). Grundsätzlich wird unterschieden zwischen dem Raupen- und dem Radfertiger. Im allgemeinen Sprachgebrauch hat sich für diesen Maschinentyp auch die Bezeichnung Schwarzdeckenfertiger oder kurz Fertiger durchgesetzt. Landläufig wird fälschlicherweise auch der Begriff Teermaschine verwendet.
Einen wichtigen Entwicklungsschritt bei den Asphaltfertigern stellte die Einführung der hydraulischen Ausziehbohlen in den 1970er Jahren dar. So konnten erstmals Gesamteinbaubreiten von bis zu 12 Metern realisiert werden. Bedeutend war zudem in den 1980er Jahren das Aufkommen der Hochverdichtungsbohle. Diese beiden Komponenten wurden in den folgenden Jahrzehnten stetig weiterentwickelt und sind Bestandteil in allen modernen Asphaltfertigern.

## Arbeitsumfeld

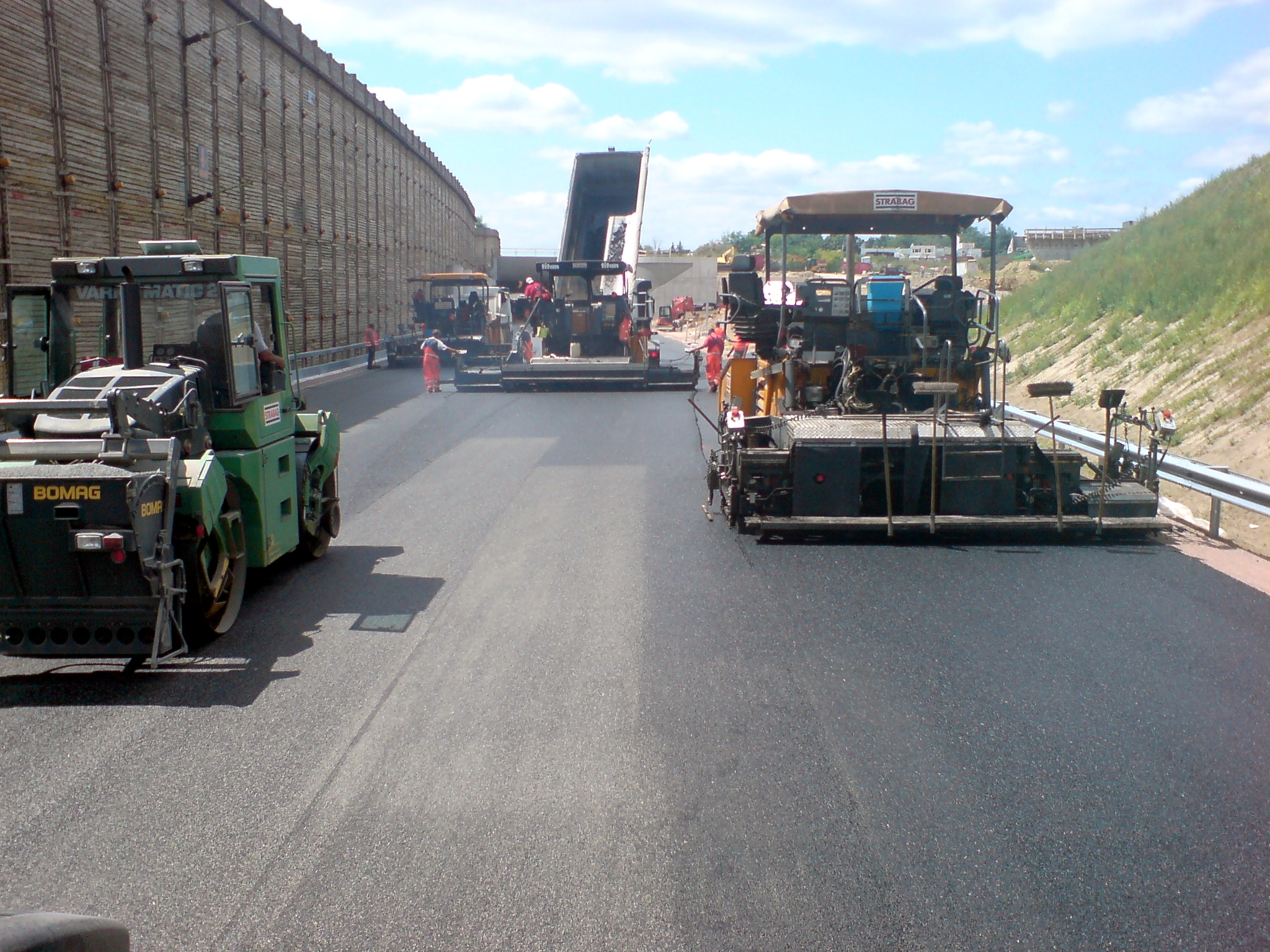
Drei Asphaltfertiger beim sogenannten Heiß an Heiß-Einbau am Mainzer Ring im Juli 2008. Mit diesem Verfahren lassen sich Nähte, die meist eine Schwachstelle sind, vermeiden.

Fertiger werden von der Bauwirtschaft in allen Bereichen eingesetzt und sind im Straßen- und Wegebau, Böschungs- und Deponiebau und vereinzelt auch im Garten- und Landschaftsbau, im Sportplatzbau oder Gleisbau zu finden. Neben der Hauptaufgabe, dem Einbau von Walzasphalt, können mit der Maschine zudem Sand, Schotter, hydraulisch gebundene Tragschichten und Beton profilgerecht eingebaut werden. Der maschinelle Einbau von Gussasphalt ist nur mit einer Gussasphaltbohle möglich.
Beim klassischen Einbauverfahren, dem Horizontaleinbau, wird das einzubauende Material durch einen LKW-Kipper ohne eingelegten Gang zugeführt, der in einer speziellen, vorn angebrachten Halterung (Abdrückbalken) von der Maschine geschoben wird. Beim Einbau an Steigungen, wie sie beim Deponiebau und Wasserbau vorkommen können, stehen herkömmliche Varianten oder Umbauten in Form eines Hangfertigers für den Einsatz zur Verfügung. Weitere Einsatzprofile sind Einbau in Schräglage oder das Herstellen von Spurbahnen und Profilbau im Gleis- und Landschaftsbau.
In aller Regel wird das hinter der Maschine vorverdichtete Material durch Walzen weiter verdichtet und geglättet. Je nach Bauausschreibungen und Verfahren kann der Einsatz eines Beschickers notwendig sein. Die ursprünglich für den Kompaktasphaltfertiger entwickelte Maschine wird als berührungsloses Verbindungselement zu den Mischguttransportfahrzeugen eingesetzt und nutzt ein Förderband zur Materialübergabe.

## Aufbau

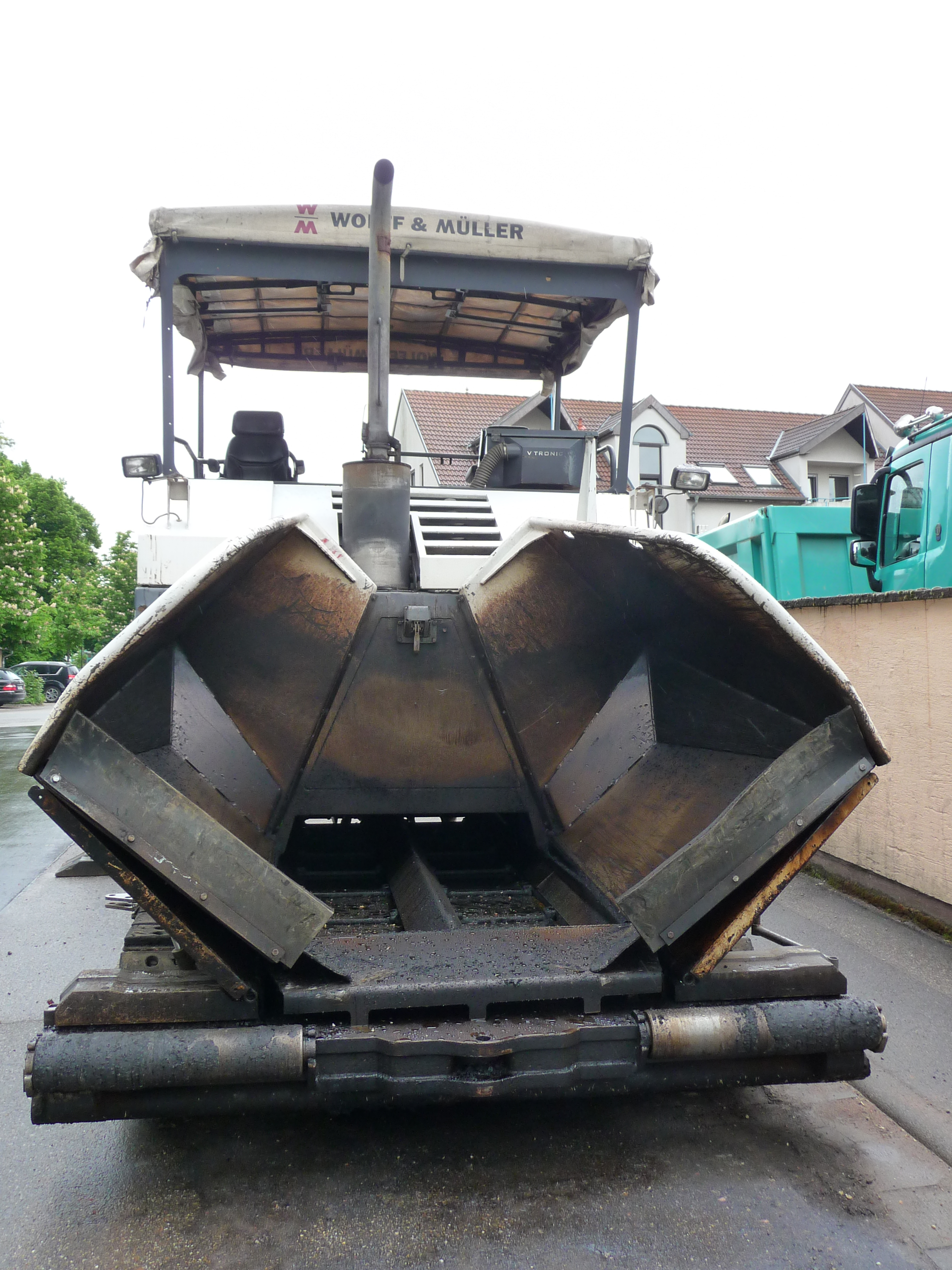
Frontansicht. Abdrückbalken, Kratzerbänder und Tunnel sind gut sichtbar. Der Materialbehälter ist eingeklappt.

Die Komponenten eines Fertigers bestehen aus dem Fahrantrieb, dem Materialbehälter (Aufnahmebehälter), den Kratzerbändern, Verteilerschnecke, Einbaubohle, Heizung und Nivellierautomatik.
Der Materialtransport und Verteilung in der Maschine ist dabei automatisiert und kann bei Bedarf per Hand übersteuert werden. Der grundlegende Aufbau der Maschinen ist dabei immer gleich, kann aber je nach Hersteller in Details wie Bedienbarkeit und Ausführung der verschiedenen Komponenten abweichen.
Die Einbauqualität der Fertiger ist immer abhängig vom Zustand des Planum beziehungsweise des Untergrundes, dem einzubauenden Material, der Einbaustärke, der Einbaubreite, der Einbaugeschwindigkeit, dem Verschleißgrad der Bohle und beim Asphalteinbau zusätzlich der Mischguttemperatur sowie den Wetterverhältnissen und der Materialvorlage vor der Bohle.

### Fahrantrieb
Der Fahrantrieb der Maschine besteht entweder aus Ketten oder Rädern; in der Mehrzahl sind jedoch kettengetriebene Fertiger (Einbaugeschwindigkeit 0–29 m/min) zu sehen (auch empfohlen ab 6,50 m Arbeitsbreite). Die Kettenfertiger haben eine bessere Traktion und sind daher bestens auch für große Einbaubreiten (bis 16 m) geeignet. Radfertiger dagegen sind mobiler und erlauben eine höhere Einbaugeschwindigkeit (0–40 m/min); zudem sind sie durch den Radantrieb leichter von einer Baustelle auf die nächste umzusetzen (Selbstfahrer – kein Tieflader notwendig).
Fertiger in den USA sind vorwiegend mit Vibrationsbohlen ausgestattet. Kettenfertiger verfügen daher über schnelllaufende Kettenlaufwerke (Schnellläufer); sie unterscheiden sich wie auch der Radfertiger grundlegend von europäischen Modellen. Sie erreichen Einbaugeschwindigkeiten, die bis zu 76 m/min betragen können.
Als Motor dienen Dieseltriebwerke unterschiedlicher Hersteller mit einer Leistungsspanne von ca. 33 kW bis 259 kW.

### Materialbehälter, Kratzerbänder und Verteilerschnecke

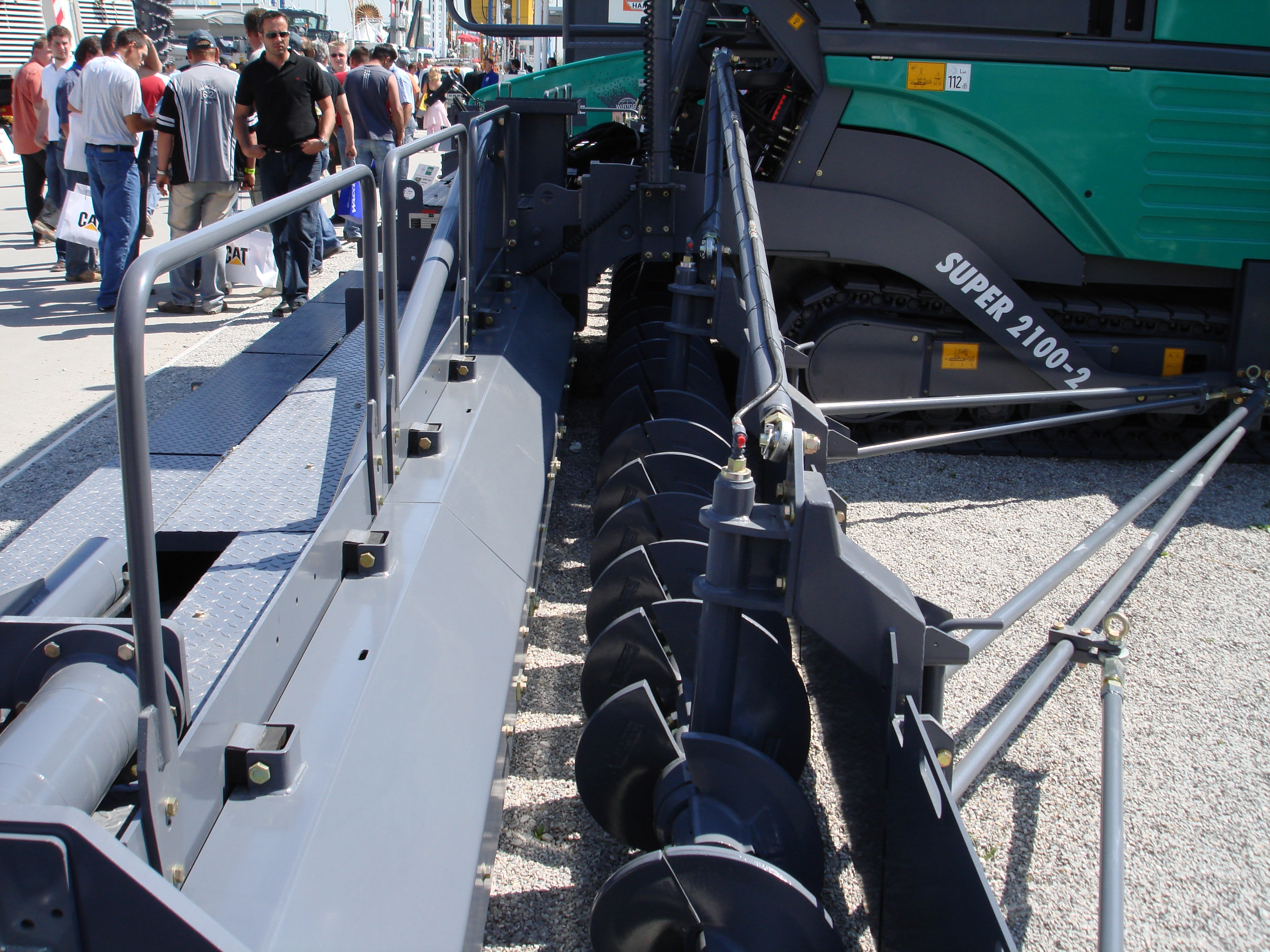
Starre Bohle mit insgesamt 13 m Breite. Der Schneckenkanal wird mit Leitblechen geführt. Eine Abstützung der Bohle ist dabei zwingend erforderlich um ein Verwinden oder Verbiegen zu vermeiden.

Der Materialbehälter des Fertigers befindet sich an der Front und dient zur Aufnahme des einzubauenden Materials. Das Fassungsvermögen liegt je nach Größe der Maschine zwischen 5 t und 14 t, welches durch Materialbehältereinsätze im Durchschnitt auf 20 t vergrößert werden kann. Die Seitenwände sind hydraulisch einklappbar und erlauben ein vollständiges Entleeren.
Der Weitertransport wird durch bis zu zwei vor- und zurücklaufende Kratzerbänder übernommen, die sich auch unabhängig steuern lassen. Mit ihnen wird das Material durch die Maschine in den Schneckenraum hindurchtransportiert.
Die gleichmäßige Verteilung des Materials vor der Bohle wird durch zwei rotierende Förderschnecken erreicht. Die voneinander unabhängigen Schnecken können je nach Einbaubreite mit entsprechenden Teilen verlängert werden. Der Lagerbock ist in der Höhe verstellbar und kann auf die verschiedenen Einbaustärken angepasst werden. Wie auch das Kratzerband können die Schnecken reversiert werden.

### Einbaubohle

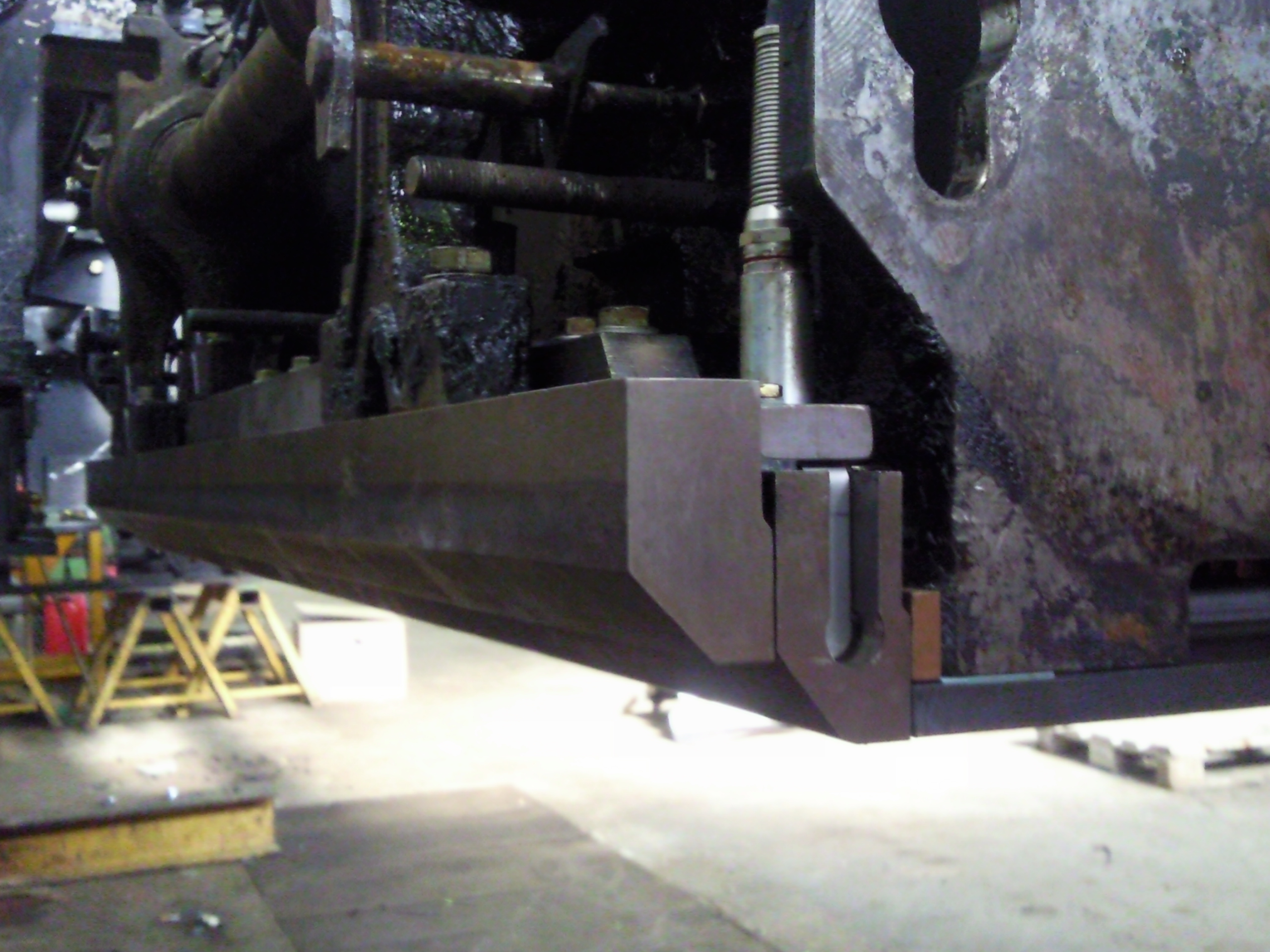
Doppeltamper an einer ABG-Variobohle Typ VDT-V88 mit elektrischer Heizung. Am hinteren Tamper ist der Sockel des Heizstabes erkennbar.

Die Fertiger unterscheiden sich gegenüber anderen Baumaschinen, wie Raupen oder Grader, durch ihre schwimmend gelagerte Bohle, mit der sich kleine Unebenheiten im Unterbau beim Überfahren ohne Eingriffe in die Steuerung verringern oder ausgleichen lassen. Sie hat die Aufgabe, das Mischgut über die gesamte Einbaubreite gleichmäßig zu verdichten und eine geschlossene, ebene Struktur zu erzeugen. Grundsätzlich wird dabei zwischen Starrer- und Ausziehbohle unterschieden. Alle Bohlen verfügen in der Mitte über eine mechanische oder hydraulische Dachprofilverstellung. Das Einbaumaß ohne Ausfahr- oder Anbauteile wird als Grundbreite beziehungsweise Grundbohle bezeichnet.
Das Eigengewicht und die Verdichtungsaggregate der Bohle sollen eine möglichst große Vorverdichtung erzeugen, damit unterschiedliche Einbaustärken einen geringen Einfluss auf das Walzmaß bei der Endverdichtung haben.
Während des Einbaus ist die Bohle nur über zwei Zugpunkte mit der Maschine verbunden. Sie wird ausschließlich vom eingebauten Material getragen. Höhenänderungen werden durch das Verändern des Anstellwinkels erreicht. Der Zylinder zum Heben- und Senken ist ohne Funktion, kann jedoch bei einigen Hersteller gezielt angesteuert werden, um die Bohle bei nichttragendem Material zu entlasten und damit eine höhere Einbaustärke zu erreichen. Eine Bohlenblockierung ist dagegen Standard und erlaubt nach dem Halten mit Schwimmstellung ein Anfahren, ohne dass die Bohle ihre Höhe verändert.
Wird Asphalt eingebaut, haben Temperatur und Zusammensetzung des Materials zusätzlich Einfluss auf das Verhalten der Bohle. So bewirkt eine hohe Temperatur ein Aufsteigen, während kälteres Material die Bohle absinken lässt. Die verschiedenen Asphaltsorten und die Zugabe von Recyclingmaterial beeinflussen ebenfalls die Tragfähigkeit und somit die Einbaustärke.
Um ein Ankleben des Asphaltes zu verhindern, kann die Bohle je nach Hersteller elektrisch oder mit Gas beheizt werden.
Wird die Bohle durch Anbauteile verbreitert, stehen Vorabstreifer und Kanalleitbleche zur Verfügung. Diese sind notwendig, um auch bei großen Einbaubreiten eine gleichmäßige Mischgutvorlage zu erreichen und einer Entmischung des Materials vorzubeugen.
Zur Verdichtung stehen je nach Bohlentyp unterschiedliche Aggregate zur Verfügung:
Stampfer mit Vibration
Der Stampfer wird von einer Exzenterwelle in eine vertikale Bewegung versetzt. Er verdichtet (stopft) das jeweilige Material in die vorhandenen Hohlräume, die Vibration sorgt für eine geschlossene Oberflächenstruktur.
Doppelstampfer (nur ABG (Volvo-ABG) = Weltpatent)
Patentierte Hochverdichtungsbohle mit Doppelstampfer und Vibration zum optimalen Einbau von jeglichen Materialien (Asphalt und Walz- und Magerbeton).
Stampfer
Der Stampfer wird von einer Exzenterwelle in eine vertikale Bewegung versetzt. Er verdichtet (stopft) das jeweilige Material in die vorhandene Hohlräume.
Vibration
Die Vibration wird durch eine Unwuchtwelle quer zur Fahrtrichtung auf dem Glättblech erzeugt.
Pressleiste (ausschließlich VÖGELE)
Zusätzlich zu Stampfer und Vibration können die Fertiger des Unternehmens Vögele mit maximal zwei Pressleisten ausgestattet werden. Diese werden hydraulisch mit einer Frequenz von ~68 Hz und einem Druck vom max. 130 bar auf das Mischgut gedrückt (keine wirkliche Verdichtung - Duplizierung der Grundverdichtung). Die Pressleisten sind nach dem Glättblech angeordnet.

### Nivellierautomatik

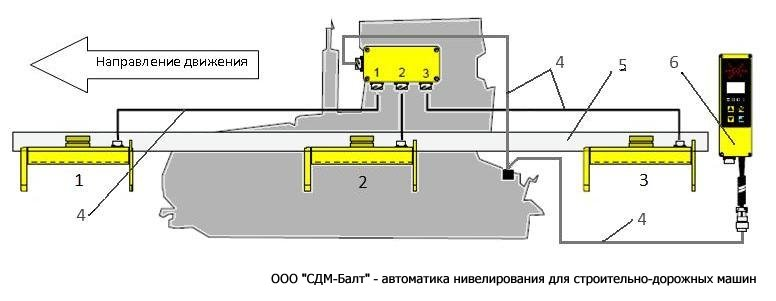
Schema der Big Sonic-Ski Variante von MOBA Mobile Automation AG

Grundsätzlich können Fertiger ohne Hilfe Material in bestimmten Schichtstärken einbauen. Das Fahren nach „Stärke“ wird meist dann angewendet, wenn der Untergrund ein gleichmäßiges Einbauen zulässt. Um größere Unebenheiten auszugleichen oder einem vorher festgelegten Profil zu folgen, stehen unterschiedliche Methoden zur Verfügung. Die Bezeichnung und eingesetzte Technik variiert hier je nach Hersteller.
Im Normalfall wird die vorgegebene Höhe von einem Draht links und rechts abgenommen und durch das Ansteuern der Nivellierzylinder in Höhe und Querneigung umgesetzt. Bei einseitiger Abtastung verfügt die Automatik über einen kapazitiv wirkenden Flüssigkeitsneigungssensor auf der Bohle, mit der sich Querneigungen einstellen lassen. MEMS Sensoren haben in dieser Applikation einen Drift, Offset und sind den Vibrationen und Schocks der Einbaubohle ausgesetzt, Flüssigkeitssensoren sind toleranter und haben eine implizite Dämpfung im Messsystem, welche bei MEMS nur durch die Gasfüllung erreicht werden kann und weit aus schwieriger zu realisieren ist. Des Weiteren können mit den Höhenfühlern auch von Bordsteinen, Rinnen oder direkt vom Boden abgenommen werden.
Während in den 1990er Jahren noch mechanische Höhenfühler im Einsatz waren, bieten die Hersteller im 21. Jahrhundert Ultraschallabtaster an, die durch einen internen Filter Unebenheiten im Boden ausgleichen.
Verfahren mit Rotationslaser, Laserabtastung des Untergrundes, 3D-Steuerung und Kombination von mehreren Ultraschallsensoren (Big-MultiPlex-Ski, Vögele bzw. Big Sonic-Ski von MOBA) haben die Genauigkeit weiter erhöht.

## Sonderformen

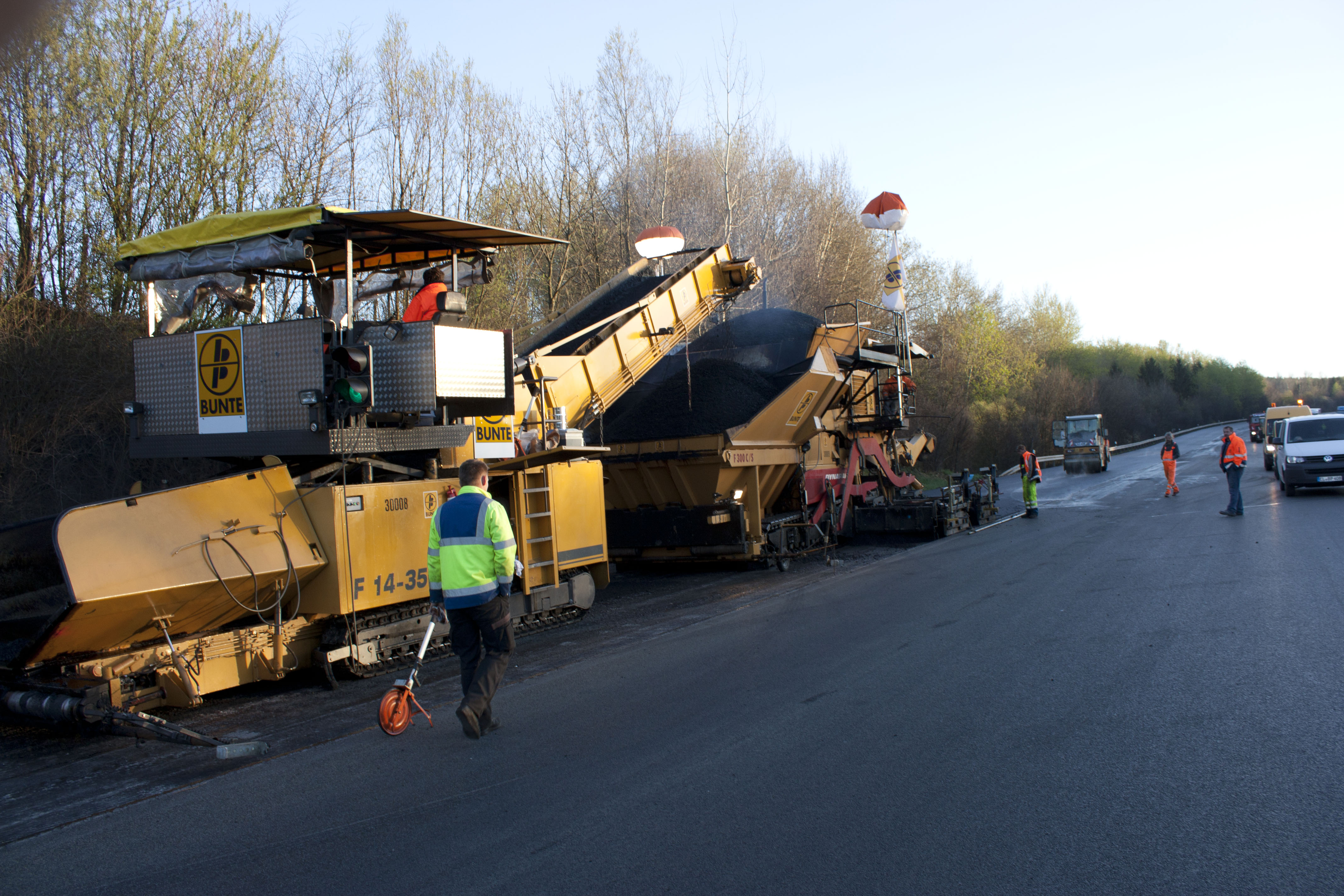
Dynapac Kompaktasphaltfertiger mit Beschicker des Bauunternehmens Bunte beim Einbau der Binder- und Deckschicht auf der Bundesautobahn 7 zwischen den Anschlussstellen Kassel Nord und Lutterberg.

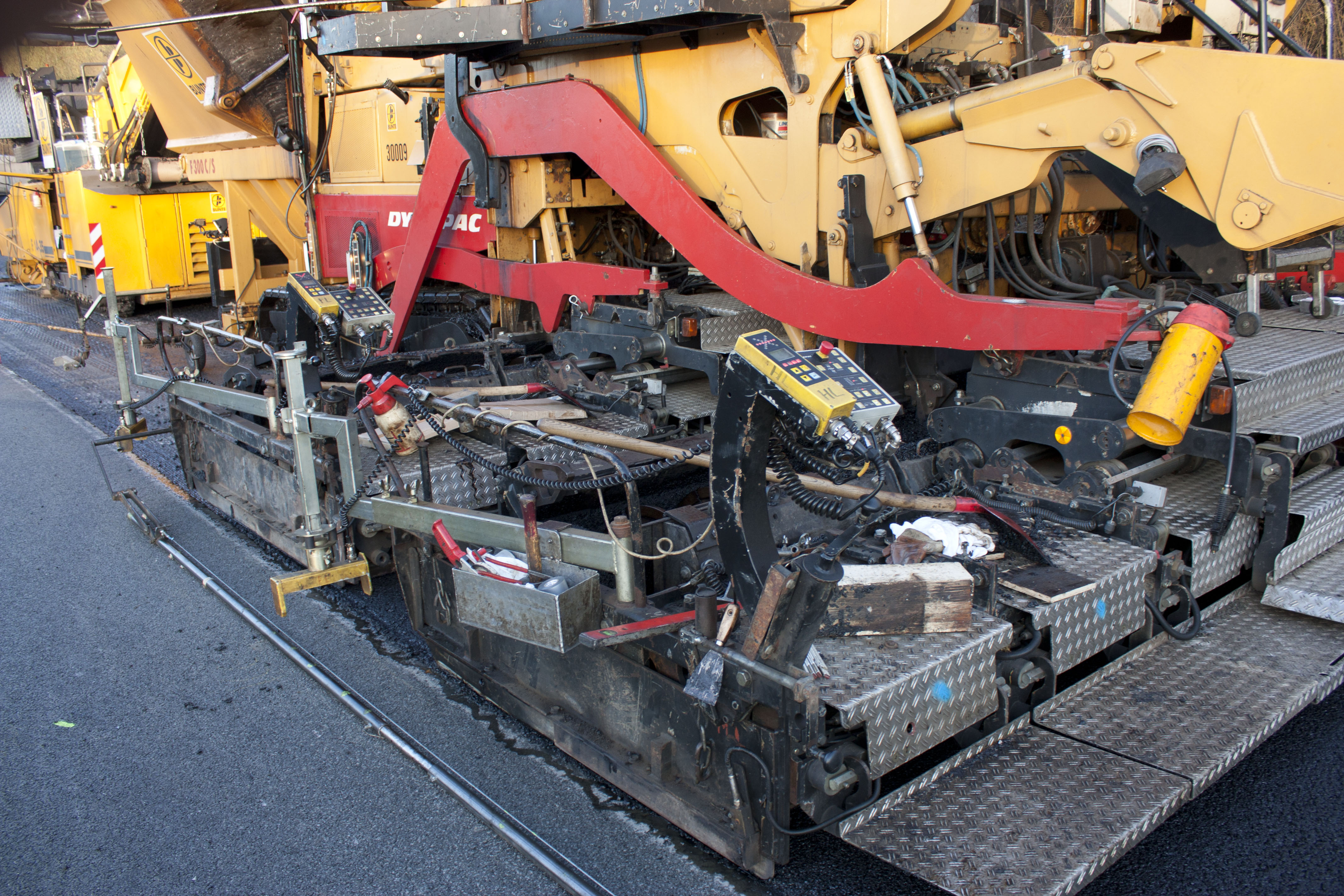
Einbaubohlen des Dynapackonzepts. Die Höhe wird mittels Schleppbalken, auf dem ein Leitdraht montiert ist, in Kombination mit einem Ultraschallabtaster von der bestehenden Fläche abgenommen

Im Laufe der Zeit wurden mehrere Sonderformen des Asphaltfertigers entwickelt, die gezielt für neue Einbauverfahren gebaut wurden.

### Kompaktasphaltfertiger
Das Bauunternehmen Kirchner und der Baumaschinenhersteller Vögele entwickelte in den 1990er Jahren den Kompaktasphaltfertiger, um die Deck- und Binderschicht in einem Arbeitsgang mit einem Gerät „heiß auf heiß“ einzubauen. Kirchner baute zwei Module, die mit einem handelsüblichen Fertiger der Super-2500-Serie gekoppelt wurden. Probleme bei der Vergrößerung der Arbeitsbreite führten jedoch letztendlich zur Kooperation mit Dynapac.
Modul 1 war ein auf 45 t vergrößerter, selbsttragender Materialbehälter für Asphaltbinder. Das zweite Modul umfasste den technischen Teil des Deckschichtfertigers und die Energieversorgung. Die Kratzerbänder wurden durch Schneckenförderer ersetzt. Ein weiterer Materialbehälter für die Deckschicht wurde hinter dem ersten Behälter montiert. Die zwei Bohlen zur Vorverdichtung laufen versetzt hintereinander. Die Endverdichtung beider Schichten erfolgt per Walze in einem Arbeitsgang. Die Mischgutzufuhr übernehmen dabei wechselweise ein oder gleichzeitig zwei Beschicker mit Förderband. Gegenüber einem konventionellen Einbau, bei dem die Binderschicht 8 cm und Deckschicht 4 cm stark sind, betragen die Dicken beim Kompaktasphalt 10 cm und 2 cm. In der von Dynapac übernommenen Serienfertigung wurde der Typ weiterentwickelt und verbessert. Die erste Serienmaschine basierte auf dem F300, der um das Aufbaumodul AM300 ergänzt und 2004 vom Unternehmen Bunte eingesetzt wurde.
Das Unternehmen Vögele setzt seit 2007 abweichend mit ihrem „InLine Pave“ Konzept auf normale Serienmaschinen, die leicht modifiziert wurden. Der Maschinenzug besteht aus einem Beschicker, dem Binderschichtfertiger mit Übergabemodul und dem Deckenfertiger. Im Gegensatz zum Fertiger von Dynapac fährt der Deckenfertiger auf der vorverdichteten Binderschicht. Ein Ankleben wird durch breitere Bodenplatten auf dem Raupenfahrwerk und eine Wassersprühvorrichtung verhindert. Binder- und Deckenfertiger verfügen über einen vergrößerten Materialbehälter, der in den Standardaufnahmebehälter eingesetzt wird. Der Maschinenzug ist mit einer Abstandskontrolle ausgestattet.
Mit der Aufnahme des InLine Pave Verfahren 2012 in das Regelwerk ZTV Asphalt-StB sind beide Verfahren offiziell zugelassen.

### Sprühfertiger

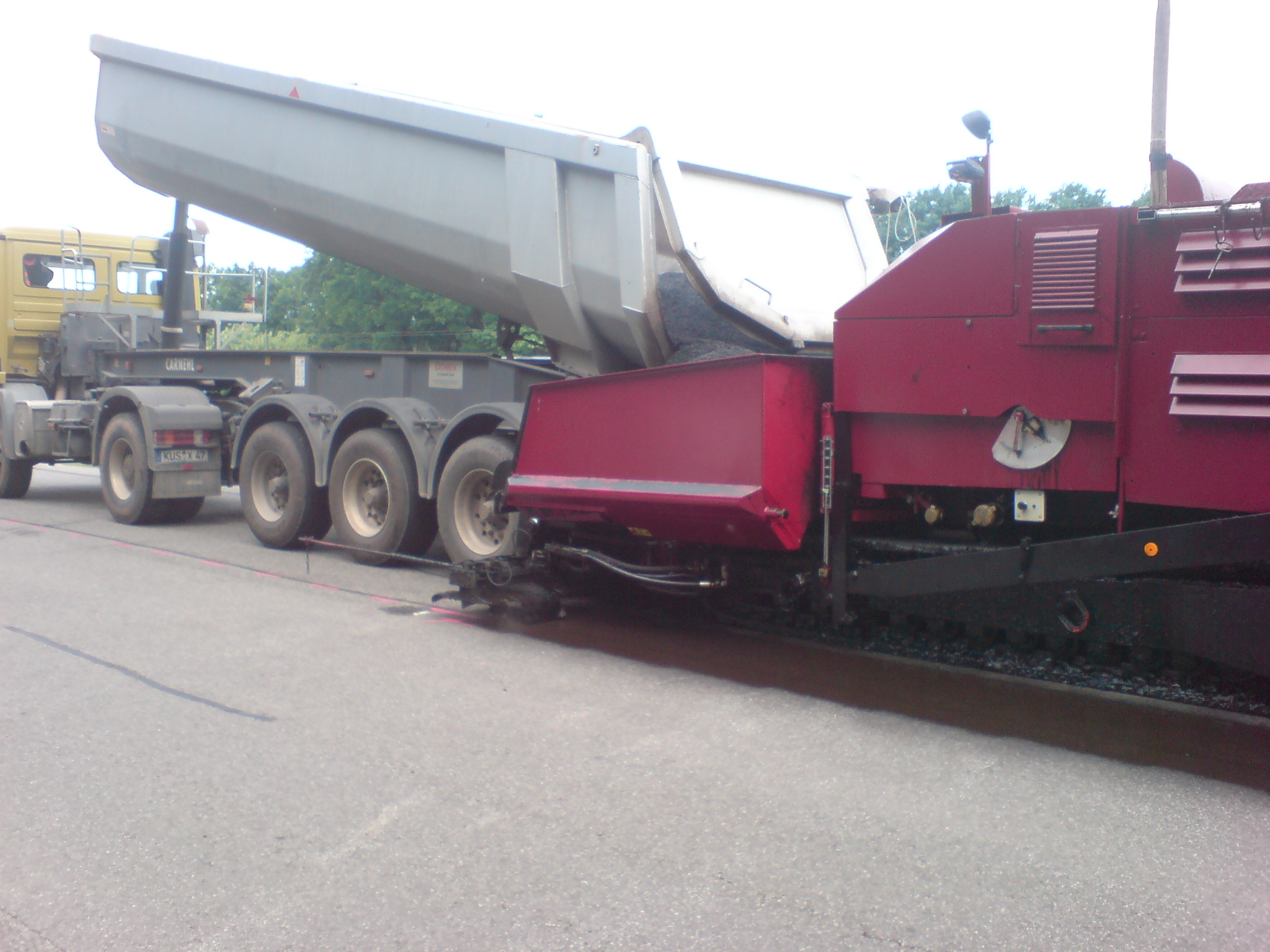
Sprühfertiger von Dynapac beim Einbau.

Sprühfertiger wurden entwickelt, um im Rahmen von Straßeninstandsetzungen dünne Schichten in Heißbauweise auf Versiegelung (DSH-V) herzustellen und das benötigte Bindemittel mit 200 g/m² bis 1500 g/m² gleichmäßig aufzutragen. Dazu verfügen die Fertiger über einen Vorratstank mit Sprühanlage für Bitumenemulsion. Das von Dynapac angebotene Muster verfügt über je einen Sprühbalken an der Frontseite und zwei Strahldüsen hinter den Laufwerksketten, um die aufgetragene Emulsion nicht zu beschädigen. Das Fassungsvermögen des Tanks beträgt 2800 l und ist wärmeisoliert. Gegenüber der ursprünglichen Vögelevariante sind die Bohle sowie die Sprühanlage durch ein Anbauteil erweiterbar.
Die von Vögele angebotene Lösung, die Aufrüstung konventioneller Fertiger mit einem SprayJet Modul, verfügt mit dem Standardtank über 2000 l. Dieser kann durch einen Tankeinsatz für den Materialbehälter um weitere 5000 l erweitert werden. Die Mischgutzufuhr erfolgt dann mit Beschicker durch einen Trichter direkt auf die Kratzerbänder. Haupttank sowie Zusatztank sind beheizt. Insgesamt werden fünf Sprühbalken eingesetzt, die sich hinter dem Abdrückbalken, links und rechts neben dem Raupenfahrwerk und vor der Einbaubohle befinden. Der Vorgänger Super 1800 SF war mit einem 4000 l Tank versehen. Die maximale Arbeitsbreite von 5 m wurde in der Weiterentwicklung auf 6 m angehoben.
Das Abwalzen der meist 2 cm dicken Asphaltschicht erfolgt nur statisch. Ein konventioneller Einbau mit Vorsprühen ist ebenfalls möglich.

### Fertiger mit integriertem Streuer
Mit der Anforderung einer dauerhaften Griffigkeit der Fahrbahn und den Problemen beim Abstreuen mit Walzen wurde von Kirchner in Zusammenarbeit mit Demag ein weiterer Typ von Fertiger konstruiert. Die Idee hinter dem Konzept war ein gleichmäßiger Asphalteinbau und zeitgerechtes Abstreuen mit Splitt. Die an den Tandemvibrationswalzen angebrachten Streuertypen und ihre Probleme der Überlappung (Materialmehrverbrauch), hohe Linienlast der Bandage, unerwünschte Haufenbildung, Splitt-lose Streifen und ein zu spätes Einbringen des Splittes, sollten damit umgangen werden. Das Problem des zu stark einsinkenden Streugutes bei zu heißem Material und damit ein Verpuffen der Wirkung auf die Anfangsgriffigkeit sollte mit bituminiertem Splitt (bis ca. 1 % Bitumenanteil) kompensiert werden.
Der Prototyp wurde um einen Splittstreuer ergänzt, der ohne Anbauteile eine Einbaubreite von 2,50 m bis 5 m abdeckte und hinter der Einbaubohle lief. Mit Anbauteilen erweiterte sich die Arbeitsbreite auf 8 m. Die Zufuhr mit Streugut erfolgte mit Bigbag über eine Transporteinrichtung oberhalb des Materialbunkers in einen Vorratsbehälter mit 1,5 m³ Fassungsvermögen. Trotz der Vorteile eines sauberen Streubildes und der Ausbringung von sauberem Splitt, konnte sich dieser Typ nicht durchsetzen.

## Hersteller

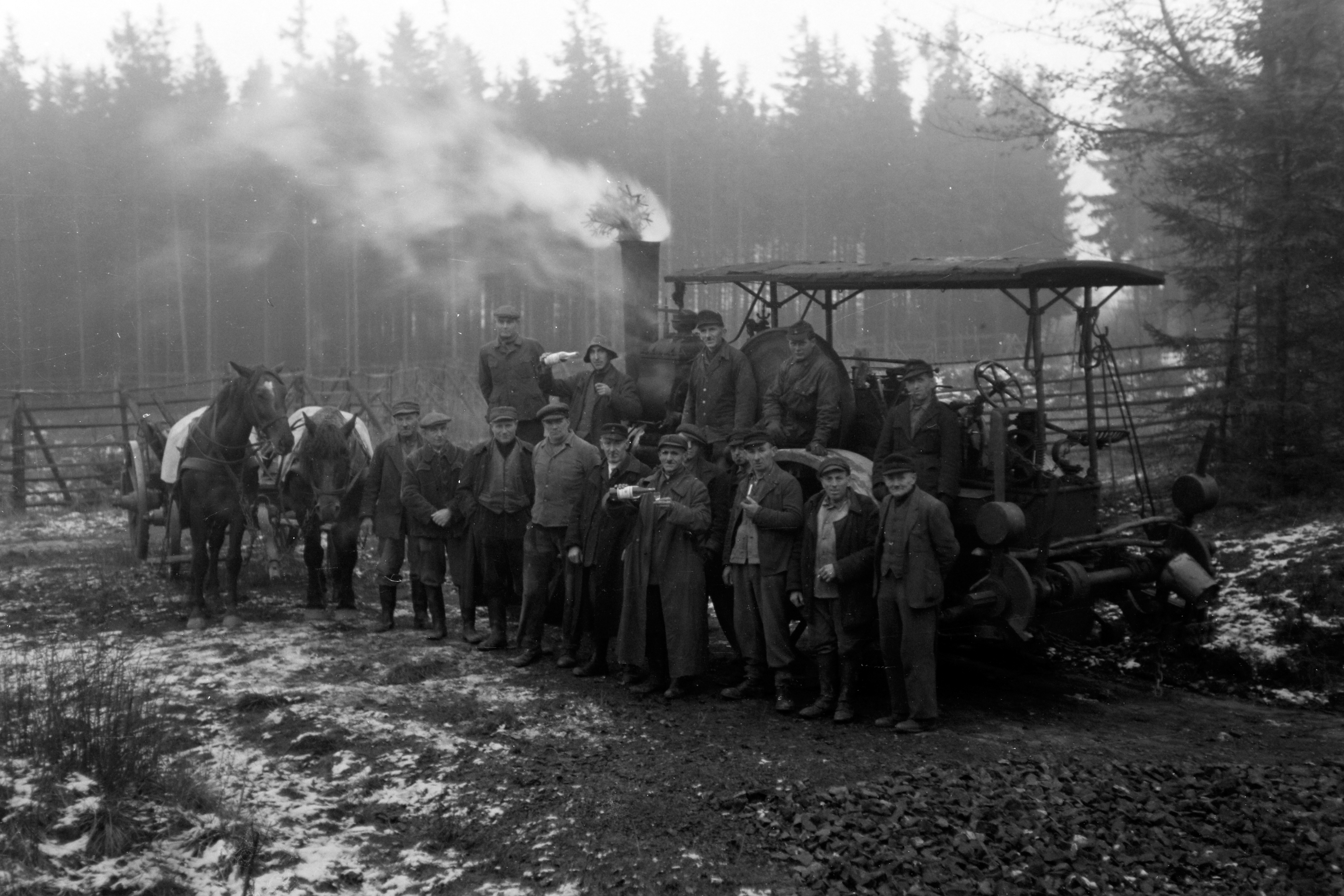
1949: Männer mit Asphaltfertiger und Pferdefuhrwerk am Deister;
Fotografie von Gerhard Dierssen

Bekannte Hersteller von Asphaltfertigern sind unter anderen Ammann, BOMAG und Demag/Dynapac/Marini (Teil der Fayat Gruppe), Vögele (Teil der Wirtgen Group), Volvo CE (ehemals ABG/Blaw-Knox). Unternehmen wie Terex, Gehl Company und Caterpillar (Bitelli wurde von CAT übernommen) sind vorwiegend auf dem amerikanischen Markt vertreten.